# Hardstep (Danza)
El término Hardstep (Paso Duro en español) también denominado Krochn o Krocha, se utiliza tanto para describir un género musical como para un estilo de baile. El Hardstep es un estilo de Street Dance nacido en Austria y ubicado por la escena cultural juvenil Krocha (Kracher) es uno de los bailes que se iniciaron durante la época Acid House de los años 90. Es casi seguro y verificable que el Hardstep provenga de los bailes Rave de UK de finales de los años 80 como una variante del Melbourne Shuffle ya que se han analizado grabaciones de bailes en donde aparecen personas ejecutando el Shuffle de manera distinta con pasos del Hardstep. Se le atribuyó el nombre Hardstep ya que los bailarines lo consideraban un paso difícil , de ahí el nombre.
| Información     | Descripción                                    |
| --------------- | ---------------------------------------------- |
| Nombre          | Hardstep (Krochn en alemán)                    |
| Lugar de Origen | Austria                                        |
| Orígenes        | Rave, Melbourne Shuffle, Charlestón, Jumpstyle |
| Música          | Schranz, Techno y Hardstyle                    |

## Historia
A finales de la década de los 80 y a principios de los 90 en las fiestas electrónicas Raves del este de Europa se estaba gestando un nuevo estilo de baile el cual se ejecutaba con los pies, luego pasó a evolucionar en las Raves de Australia hasta convertirse en el Melbourne Shuffle, sin embargo el baile siguió evolucionando en Europa incorporando movimientos nuevos y rápidos hasta convertirse en el actual Hardstep. Se dice que nació derivado del Melbourne Shuffle (ya que su paso es un derivante del T-Shuffle o T-Step) en las Raves la gente empezó a modificar el estilo, y ahí fue cuando nació el Hardstep.

## Música
El estilo de música con el que se ejecuta el baile es principalmente Schranz, Techno, Jumpstyle y Hardstyle que son los que más abundan entre los jóvenes practicantes de este baile, pero también puede bailarse con otros estilos como el Electro, Hardtechno, Trance y Acid House.

## Descripción
Depende del país recibe un nombre u otro como Krochn o Appelen en Europa, Aunque con el nombre que más se les conoce es Hardstep.
El baile radica en las piernas y pies, consiste en mover las piernas rápidamente, la ejecución correcta del baile hacen que el bailarín parezca moverse sobre su eje. El baile tiene dos bases que describen los movimientos básicos; la primera es poner la punta del pie como un punto de giro mientras que el otro pie pega en el suelo con la punta, enfrente y atrás sucesivamente luego rápidamente se cambian la posición de las piernas (difusión de una pierna por la otra), la segunda base es similar solo que ahora en vez de golpear con la punta se golpea con el talón, ya no hacia enfrente y atrás si no a los lados. 

## Controversia
El estilo de baile de Krochn no se puede definir con claridad; Su estilo propio llamado "Krochn". Por un lado, se inclina en gran medida al Melbourne Shuffle y Hardstep, por otro lado, es Jumpstyle entre generalizado Krocha. Algunos pasos son también tomados del charlestón.